# 图古雷姆
图古雷姆（羅馬化：Tugulym）是俄罗斯斯维尔德洛夫斯克州的市级镇，为该州图古雷姆区行政中心及规模最大聚居地。地处斯维尔德洛夫斯克州东南部，位于鄂毕河流域佩什马河一左支图古雷姆卡河（Тугулымка）畔，在州府叶卡捷琳堡东偏北方，东距斯维尔德洛夫斯克州与秋明州的州界约20公里。
镇以西约5公里处有一同名铁路车站。连接叶卡捷琳堡与秋明的R351公路穿过该镇。
该地2022年人口有5,542人；2010年人口6,001；2002年人口6,241；1989年人口6,908。